# Per Carlén
Per Carlén (* 19. November 1960 in Karlstad, Schweden) ist ein ehemaliger schwedischer Handballnationalspieler und ein aktueller Handballtrainer.
Der Linkshänder konnte seine größten Erfolge in den 1980er und 1990er Jahren mit der schwedischen Nationalmannschaft feiern.

## Karriere als Spieler

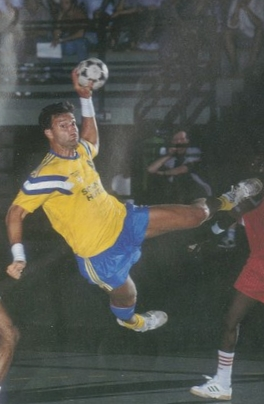
Per Carlén (1992)

Per Carlén wurde 1990 mit der schwedischen Nationalmannschaft nach einem 27:23-Finalsieg über die Sowjetunion überraschend Handballweltmeister. Mit 32 bei diesem Turnier erzielten Toren war er nach Magnus Wislander der zweitbeste Werfer seiner Mannschaft. Vier Jahre später wurde er in Portugal mit Schweden Europameister. Neben seiner Hauptposition am Kreis war Per Carlén auch im Rückraum einsetzbar. In der Zeit zwischen 1982 und 1996 bestritt er für die schwedische Nationalmannschaft 327 Länderspiele, in denen er 1026 Tore warf.

## Erfolge als Spieler
- Weltmeister 1990 in der Tschechoslowakei
- Europameister 1994 in Portugal
- 2 × olympische Silbermedaille 1992 in Barcelona und 1996 in Atlanta
- 3. Platz bei der Weltmeisterschaft 1993 in Schweden
- 3. Platz bei der Weltmeisterschaft 1995 in Island
- Teilnahme an den Olympischen Spielen 1984, 1988, 1992 und 1996[4]
- Schwedischer Meister mit Ystads IF HF 1992

## Karriere als Trainer
In der Saison 2006/2007 war Carlén Trainer des Schweizer Erstligavereins TSV St. Otmar St. Gallen. 2007 trainierte Carlén den schwedischen Erstligisten IFK Malmö. Im Sommer 2008 wechselte er zusammen mit seinem Sohn Oscar in die Bundesliga und wurde Co-Trainer bei der SG Flensburg-Handewitt. Trainer war Kent-Harry Andersson. Nach einigen Misserfolgen der SG und unmittelbar nach einer Heimniederlage im Derby gegen den THW Kiel, gab der Verein am 21. Dezember 2008 die Trennung von Andersson bekannt und machte Carlén zum Cheftrainer. Am 11. November 2010 wurde Carlen von seinen Aufgaben entbunden und von Sportdirektor Ljubomir Vranjes beerbt.
Am 11. Februar 2011 stellte der HSV Hamburg Carlén als neuen Trainer ab der Saison 2011/12 vor. Er unterschrieb einen Vertrag über drei Jahre bis zum 30. Juni 2014 und beerbte Martin Schwalb, der nach der Saison 2010/11 Geschäftsführer des HSV Hamburg wurde. Er folgte somit seinem Sohn Oscar Carlén, der zur Saison 2011/12 von der SG Flensburg-Handewitt zu den Hamburgern wechselte. Am 29. Dezember 2011 gab der HSV Hamburg die Trennung von Carlén bekannt. Am 29. November 2013 übernahm Carlén bis zum Saisonende 2013/14 den Trainerposten vom dänischen Erstligisten Bjerringbro-Silkeborg. Zwischen November 2015 und August 2016 trainierte er die israelische Nationalmannschaft.

## Familie
Per Carlén ist verheiratet mit Meka und hat drei Kinder. Sein Sohn Oscar Carlén (* 1988) spielte in der schwedischen Handballnationalmannschaft. Tochter Hilda Carlén war Torhüterin der schwedischen Fußballnationalmannschaft.